# Callistellina
Callistellina is een geslacht van haften (Ephemeroptera) uit de familie Caenidae.

## Soorten
Het geslacht Callistellina omvat de volgende soorten:
- Callistellina panda